# Bayrischzell
Bayrischzell este o comună din landul Bavaria, Germania.

## Date istorice
În anul 1076 a fost întemeiat aici un schit cu numele Margarethenzell („chilia Margaretei”). În anul 1079 schitul respectiv a fost transformat în mănăstire.